# Reserva natural especial del Barranco del Infierno
La reserva natural especial del Barranco del Infierno es un espacio protegido emplazado en el municipio de Adeje en Tenerife (Canarias, España). Esta reserva que cuenta con 1843,1 hectáreas se caracteriza por la presencia de barrancos profundos, separados por estrechas lomas y distintas formaciones geológicas de interés como los roques del Conde o de Ahiyo o de Ichasagua, el de Imoque y el de Abinque.
El Barranco del Infierno también es conocido como Franchoja o Choja.

## Descripción

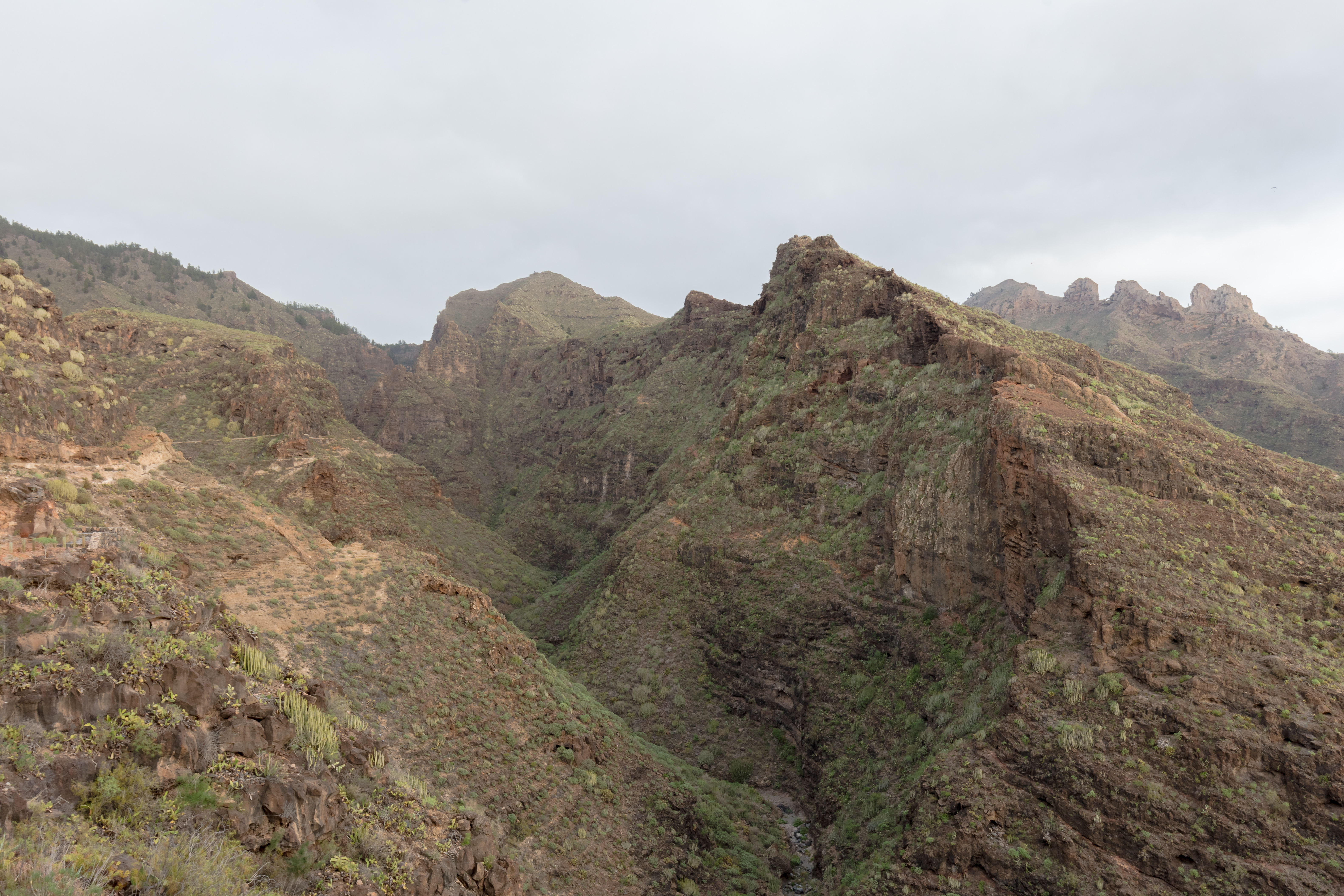
Vista desde la entrada a la reserva.

El área protegida establece sus límites con el parque natural de la Corona Forestal al norte y, al noreste, con el paisaje protegido de Ifonche. Todos estos parajes pertenecen a la Red de Espacios Naturales Protegidos de Canarias. El lugar presenta uno de los cursos de agua permanentes más importantes de Tenerife, destacando en la cabecera del barranco una pequeña cascada que, a juzgar por la erosión observada en ambos flancos del barranco, debió de ser mayor en tiempos anteriores. La red hidrológica de este entorno ejerce un papel importante en el mantenimiento de los distintos procesos ecológicos relacionados con el ciclo del agua.

## Vegetación
Entre la vegetación que coexiste en esta reserva destacan especies riparias, que guardan relación directa con el caudal de agua permanente, ecosistemas que, debido a la cada vez mayor escasez de recursos hídricos pluviales, se encuentran en verdadera regresión en el archipiélago. Entre ellas se incluye el sauce (Salix canariensis), especie también presente en Madeira. En los barrancos más intrincados existen restos de vegetación de tipo termófila y de monteverde, como el drago (Dracaena draco), el marmulán (Sideroxylon canariense), mientras que en las zonas de mayor altitud se encuentran ejemplares dispersos de pinos (Pinus canariensis. Como contrapunto, en las zonas más bajas se observan comunidades de tabaibal-cardonal. Entre los endemismos locales con presencia en la zona destacan una chajorra propia (Sideritis infernalis) y un tajinaste (Echium sventenii).

## Fauna
Entre la fauna sobresalen los caracoles y las babosas, y además un ingente número de especies de insectos endémicos. De entre los vertebrados con presencia en el área protegida, las aves más abundantes son el cernícalo (Falco tinnunculus canariensis), el halcón de Berbería (Falco pelegrinoides) y la aguililla (Buteo buteo insularum). Finalmente, se puede encontrar la pardela cenicienta (Calonectris diomedea) que nidifica en las zonas interiores de los barrancos.

## Arqueología
La zona es muy importante a nivel arqueológico, pues existen cientos de cuevas que albergaron a muchísimos aborígenes guanches, además de cuevas con grabados rupestres. La mayor colección de momias y utensilios aborígenes halladas aquí se encuentran en el museo de la Naturaleza y el Hombre de Santa Cruz de Tenerife.

## Sendero
El acceso al desfiladero está controlado por una limitación de 200 visitantes. No está autorizado para menores de 5 años y los menores de 16 deben ir acompañados de un adulto. Las reservas se pueden realizar online. El sendero fue cerrado el 26 de octubre de 2015 por la muerte de un turista, pero se reabrió el 10 de febrero de 2016 y actualmente sigue abierto. Se realizó un estudio por dicha muerte, y se confirmó que fue por imprudencia al acceder a una zona señalizada como peligrosa. Actualmente está abierto hasta el final, excepto los días de lluvia, se han puesto medidas de seguridad adicionales. El trayecto dura unas tres horas y media, entre la ida y la vuelta, y el recorrido total es de aproximadamente 6,5 km.